# 태풍상사
《태풍상사》는 2025년 10월 4일부터 방송 예정인 tvN 토일 드라마다.

## 제작진

### 제작사
스튜디오 피아이씨(PIC)

### 극본
- 장현숙

### 연출
- 이나정 : KBS 2TV 추석 특집 드라마 《무기여 잘 있거라》(조연출), KBS 2TV 월화 드라마 《최강칠우》(조연출), KBS 1TV TV 소설 《청춘예찬》(조연출), KBS 2TV 주말 특별 기획 드라마 《열혈 장사꾼》(조연출), KBS 2TV 수목 드라마 《공주의 남자》(조연출), KBS 1TV 일일 드라마 《당신뿐이야》(공동 연출), KBS 2TV 수목 드라마 《세상 어디에도 없는 착한남자》(공동 연출), KBS 2TV 《KBS 드라마 스페셜 2013 - 연우의 여름》(연출), KBS 1TV 광복 70주년 특집 드라마 《눈길》(연출), KBS 2TV 월화 드라마 《오 마이 비너스》(공동 연출), KBS 2TV 수목 드라마 《쌈 마이웨이》(연출), 넷플릭스 《좋아하면 울리는 시즌 1》(연출), tvN 토일 드라마 《마인:MINE》(연출), tvN 토일 드라마 《이번 생도 잘 부탁해》(연출) 연출

## 등장 인물

### 주요 인물
- 이준호 : 강태풍 역
- 김민하 : 오미선 역

### 주변 인물
- 성동일 : 강진영 역
- 김지영 : 정정미 역
- 김민석 : 왕남모 역
- 무진성 : 표현준 역
- 김영옥

## 같이 보기
- 대한민국의 텔레비전 드라마 목록 (ㅌ)
- 2025년 대한민국의 텔레비전 드라마 목록